# Xyliphius
Xyliphius is een geslacht van straalvinnige vissen uit de familie van de braadpan- of banjomeervallen (Aspredinidae).

## Soorten
- Xyliphius anachoretes Figueiredo & Britto, 2010
- Xyliphius barbatus Alonso de Arámburu & Arámburu, 1962
- Xyliphius kryptos Taphorn & Lilyestrom, 1983
- Xyliphius lepturus Orcés V., 1962
- Xyliphius lombarderoi Risso & Risso, 1964
- Xyliphius magdalenae Eigenmann, 1912
- Xyliphius melanopterus Orcés V., 1962
- Xyliphius sofiae Sabaj, Carvalho & Reis, 2017